# 3e groupe de reconnaissance de division d'infanterie
Pour les articles homonymes, voir 3e groupe (unité militaire).
Le 3e groupe de reconnaissance de division d'infanterie ou 3e GRDI est une unité militaire française de la Seconde Guerre mondiale.

## GRCA et GRDI
Les groupes de reconnaissance des corps d’armée (GRCA) et des divisions d’infanterie (GRDI) formés par des escadrons mixtes de cavalerie (motorisée et hippomobile) ont été créés par note de l’état-major de l’armée le 6 mai 1923, pour assurer aux grandes unités (corps d’armée, divisions d’infanterie, régions fortifiées) :
- La recherche du renseignement
- La prise de contact avec l’ennemi
- La sûreté

## Origine du3eGRDI

Patte de col de l'uniforme des cavaliers du 3e GRDI.

Le 3e groupe de reconnaissance de division d'infanterie a été créé à partir des effectifs du 9e régiment de dragons d'Épernay, tout comme le 92e groupe de reconnaissance de division d'infanterie.
De type motorisé avec automitrailleuses, le 3e GRDI est créé en août 1939, puis rattaché à la 12e DIM.

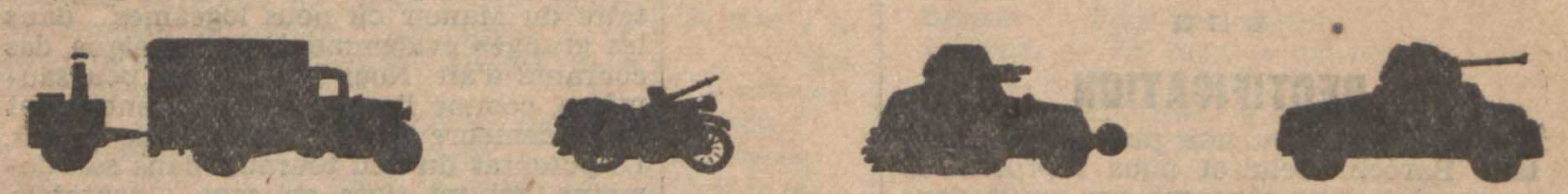
Les matériels motorisés qui équipent le GRDI : les camions (escadron hors-rang), les motos (deux escadrons motos), les AMR Schneider P16 (escadron de reconnaissance) et les AMD Panhard 178 (escadron de découverte).

- L’état-major et le peloton de commandement sont dirigés par le lieutenant-colonel Jacqueminot de Ham, remplacé par le chef d'escadron Mozat le 9 mai 1940 et du lieutenant Boulesteix[2].
- L’escadron hors-rang (EHR) est à la charge du capitaine Delanoue[2],
- le groupe d’escadrons de découverte sous les ordres du capitaine de Lannoy se compose de :
  - l'escadron d'automitrailleuses de découverte du capitaine de la Serre : seize AMD 35 Panhard[3]
  - 1er escadron moto du capitaine Sonolet[2]
- le groupe d’escadrons de reconnaissance sous les ordres du capitaine de Cabarrus se compose de :
  - l'escadron d'automitrailleuses de reconnaissance du capitaine de Vaux : seize AMR Schneider P16 (douze en service en mai 1940)[4]
  - 2e escadron moto du lieutenant de Warenghien[2].
  - L'escadron mitrailleuses et canons de 25 mm du Capitaine Poulin[2].

Rattaché à la 1re armée française commandée par le général Blanchard, il est placé à la disposition du 5e corps d'armée (CA) du général de corps d'armée Bloch. Ce corps d'armée se compose des 5e division d'infanterie nord-africaine, 101e division d'infanterie de forteresse et de la 12e division d'infanterie motorisée. Le 3e GRDI combattra notamment avec le 95e GRDI, de la 5e division nord-africaine et le 3e groupe de reconnaissance de corps d'armée.
C’est à la 12e DIM que le 3e GRDI est affecté, avec les :
- 150e régiment d'infanterie motorisé de Verdun ;
- 106e régiment d'infanterie motorisé de Châlons sur Marne et Reims ;
- 8e régiment de zouaves de Mourmelon ;
- 25e régiment d'artillerie équipé en canon de 75 mm ;
- 225e régiment d'artillerie lourde équipé en 155 mm court[réf. nécessaire].

## Historique
Offensive de la Sarre
- 26 août 1939 : le premier échelon du 3e GRDI est dirigée d'Épernay sur Amigny-Rouy, dans l'Aisne[2].
- 26 août 1939 : la seconde partie rejoint Amigny-Rouy[2].
- 4 au 17 septembre 1939 : le 3e GRDI est envoyé dans la région de Ritzing puis de Hunting, où il franchit la frontière à Apach et occupe Perl dans la Sarre[2].
- 18 septembre au 7 octobre 1939 : le GR est envoyé à Haute-Kontz, puis sur Avril près de la frontière franco-luxembourgeoise[2].

Drôle de guerre
- 8 octobre au 18 novembre 1939 : le GR embarque de la gare de Novéant-sur-Moselle pour Bruyères, Fismes et Vorges.
- 19 novembre 1939 au 16 janvier 1940 : le 3e GRDI fait mouvement sur Quiévelon, puis sur Rousies et Assevent et organise ses positions.
- 17 janvier 1940 au 10 mai 1940 : le Groupe stationne à Bernot puis à Limont-Fontaine et Éclaibes.
- 9 mai 1940 : 16 équipages de l'escadron AMR rejoignent le centre d'organisation mécanique de la cavalerie à Saumur pour recevoir des chars Hotchkiss H39 en remplacement des vieilles AMR Schneider. Les équipages sont rappelés en urgence après le déclenchement de l'offensive allemande et partent au combat avec les AMR Schneider[4].

Combats en Belgique et bataille de France
- 10 mai 1940 : le GR effectue une reconnaissance sur Jeumont, Charleroi et Temploux. L'escadron de reconnaissance, détaché, fonce sur Namur pour couvrir la droite du Corps de cavalerie et tient avec un escadron du 95e GRDI la ligne de front Rhisnes–Émines–Fort de Cognelée avant d'être dirigé sur Hemptinne pour couvrir la gauche de la 2e division légère mécanique sur une ligne Branchon-Wasseiges–Acosse.
- 14 mai 1940 : Repli sur l’axe Hanret–Éghezée–Longchamps–Aische-en-Refail, et regroupement à Jemeppe-sur-Sambre.
  - Combats à Perwez (pendant la bataille de Hannut)
- 15 mai 1940 : le 3e se porte sur la Sambre entre Auvelais et Mornimont, puis se replie derrière le canal de Charleroi entre Roux et Monceau-sur-Sambre.
- 18 mai 1940 : Le GRDI couvre le repli de la 12e DIM sur Heppignies par Velaine-sur-Sambre-Fleurus, en direction de Mons et se positionne à Péronnes.
- 19 mai 1940 : Il couvre la retraite sur la position fortifiée, puis se replie dans la région de Mons-Dour-Quiévrechain-Le Quesnoy. Un accrochage a lieu avec des chars légers ennemis en traversant la route Mons–Valenciennes, bloquant la progression allemande vers Ciply encore tenue par les forces Françaises.
- 20 mai 1940 : Durant la nuit, les divers éléments du 3e GRDI se replient dans la région Sud de Valenciennes par Hon-Bellignies-Roisin-Saultain-Curgies-Quérénaing ou ils effectuent des destructions malgré la proximité de l'ennemi signalé dans la forêt de Raismes. Vers midi le GR arrive près de Valenciennes et se regroupe à Wallers-Petite-Forêt en fin d'après-midi.
- 22 mai 1940 : en réserve de Division, le GR est positionné entre Capelle et Pont-à-Marcq.
- 24 mai 1940 : tient le canal de la Deûle entre Douai et Dourges.
- 27 mai 1940 : occupe le pont de Don en appui de la division marocaine[2].
- 28 mai 1940 : repli sur Houplin-Lez-Seclin–Emmerin–Sequedin. Combats à Sequedin.
- 29-30 mai 1940 : regroupement à Haubourdin où il assure la défense rapprochée du poste de commandement de la 25e DI du général Jean-Baptiste Molinié.
- 30 mai : au soir le général Molinié fait cesser le combat. Le 3e GRDI reçoit ordre de cesser le feu. Le GR est alors réduit à 3 officiers, 27 sous-officiers et 124 cavaliers[2].

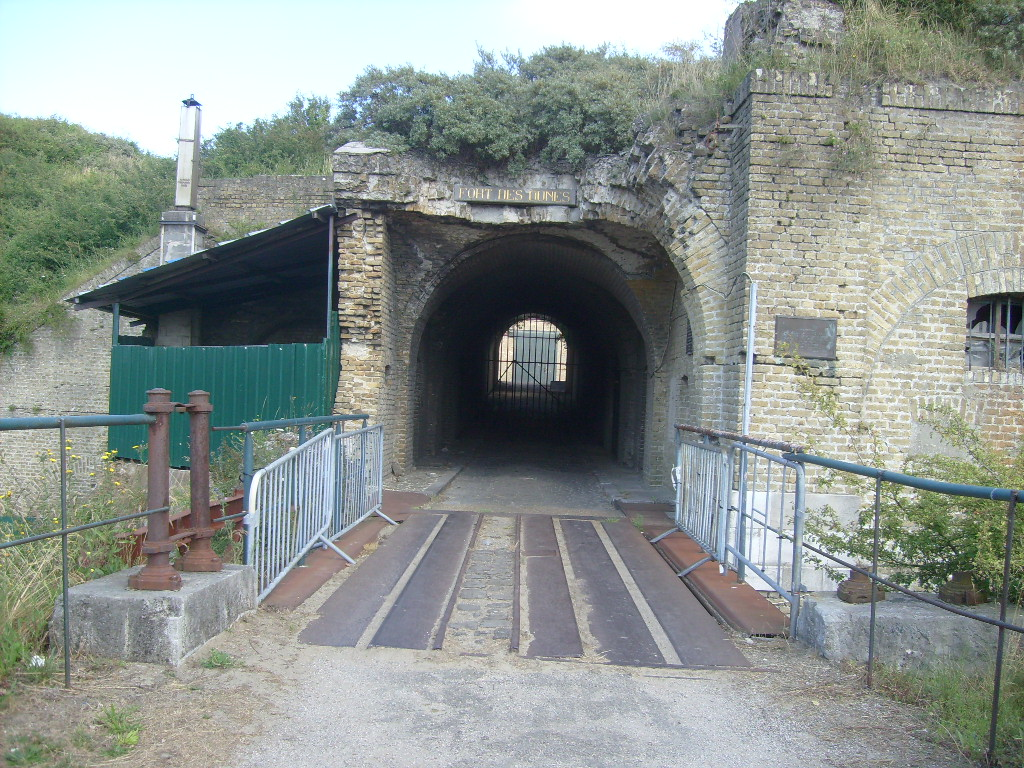
Entrée du fort des Dunes.

- nuit du 30 mai au 1er juin 1940 : l'escadron hors-rang (EHR) et l'escadron de mitrailleuses et canons, s'extirpent de la poche de Lille et parviennent, par leurs propres moyens à partir de Moncheaux à rejoindre Poperinge en Belgique, puis le fort des Dunes à Leffrinckoucke où ils participent à la défense de la place de Dunkerque.
- 2 juin 1940 : à 18 h 15 un bombardier lance une bombe qui tue le général Janssen commandant la 12e DIM et une partie de son état-major[2].
- 3 juin 1940 : à 17 h 30 a lieu un violent bombardement aérien de 19 bombardiers qui attaquent le fort avec des bombes de gros calibre. Une centaine d'hommes, au moins, périssent sous les décombres dont plusieurs officiers, sous-officier et soldats du 3e GRDI.
- 4 juin 1940 : les escadrons sont capturés faute de moyens d’embarquement[2].

## Citations
Le GRDI est cité à l’ordre de l’Armée avec attribution de la croix de guerre avec palme.

« Magnifique unité, remarquablement manœuvrière et entrainée, animée du plus bel esprit offensif, qui, sous les ordres du Chef d'Escadrons Mozat, a, dès le début de la campagne, pris l'ascendant sur l'ennemi. En Belgique, en mai 1940, a couvert à trois reprises le décrochage difficile de la Division, empêchant par des contre-attaques hardies l'ennemi de prendre contact des arrière-gardes, lui infligeant de lourdes pertes et lui détruisant de nombreux engins blindés.

Cette citation comporte l'attribution de la Croix de Guerre avec Palme.

Le 22 novembre 1940 »